# Chloroclysta viridissima
Chloroclysta viridissima là một loài bướm đêm trong họ Geometridae.